# Église Saint-Grégoire-de-la-Divine-Miséricorde de Rome
 (avril 2025).
L'église Saint-Grégoire-de-la-Divine-Miséricorde (en italien : Chiesa San Gregorio della Divina Pieta) est une petite église de Rome située dans le Rione Sant'Angelo, à proximité de la Synagogue. Elle est aussi appelée San Gregorio al Ponte dei Quattro Capi ou de Pons Judaeorum, du fait de la proximité avec le pont du même nom.

## Histoire et description
Son origine est ancienne, mais elle n'a pas été mentionnée avant 1403.
Elle a été construite sur les maisons de la gens Anicii, et plus tard fut dédiée à saint Grégoire car dans le voisinage, le père du saint possédait une maison. 
En 1729, l'église a été restaurée sur un projet de Filippo Barigioni, par ordre du pape Benoît XIII Gravina Orsini , et donnée à la Congrégation des Œuvres de la Divine Miséricorde, d'où son nom.
Andrea Casali a peint le San Filippo Neri en extase, et deux ovales représentent les saints franciscains.
En 1858, elle a été à nouveau restaurée, et a été apposée sur la façade une inscription bilingue, en hébreu et en latin, avec un passage de la Bible. 

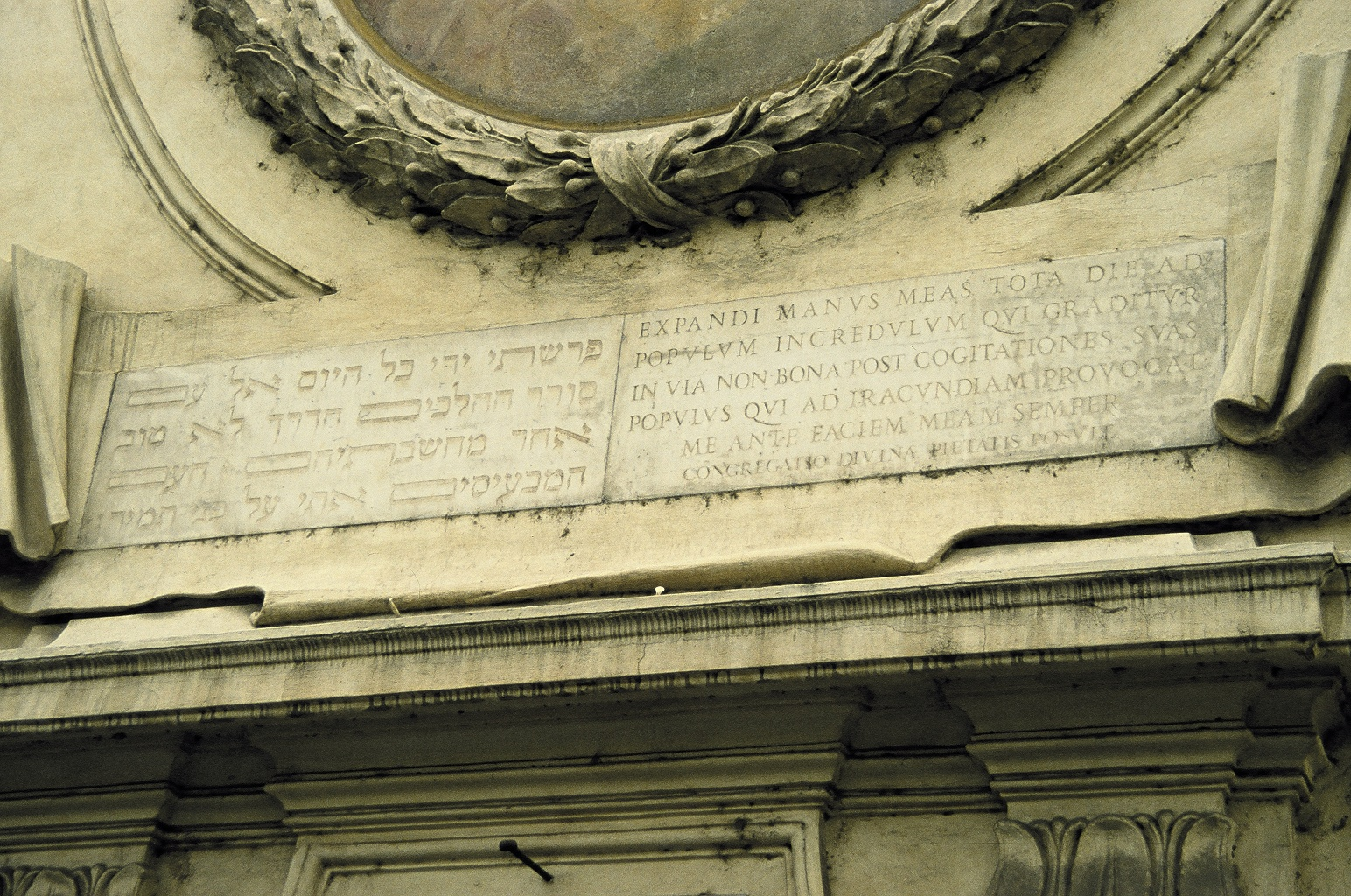
Double Inscription sur la porte de l'église de San Gregorio della Divina Pietà
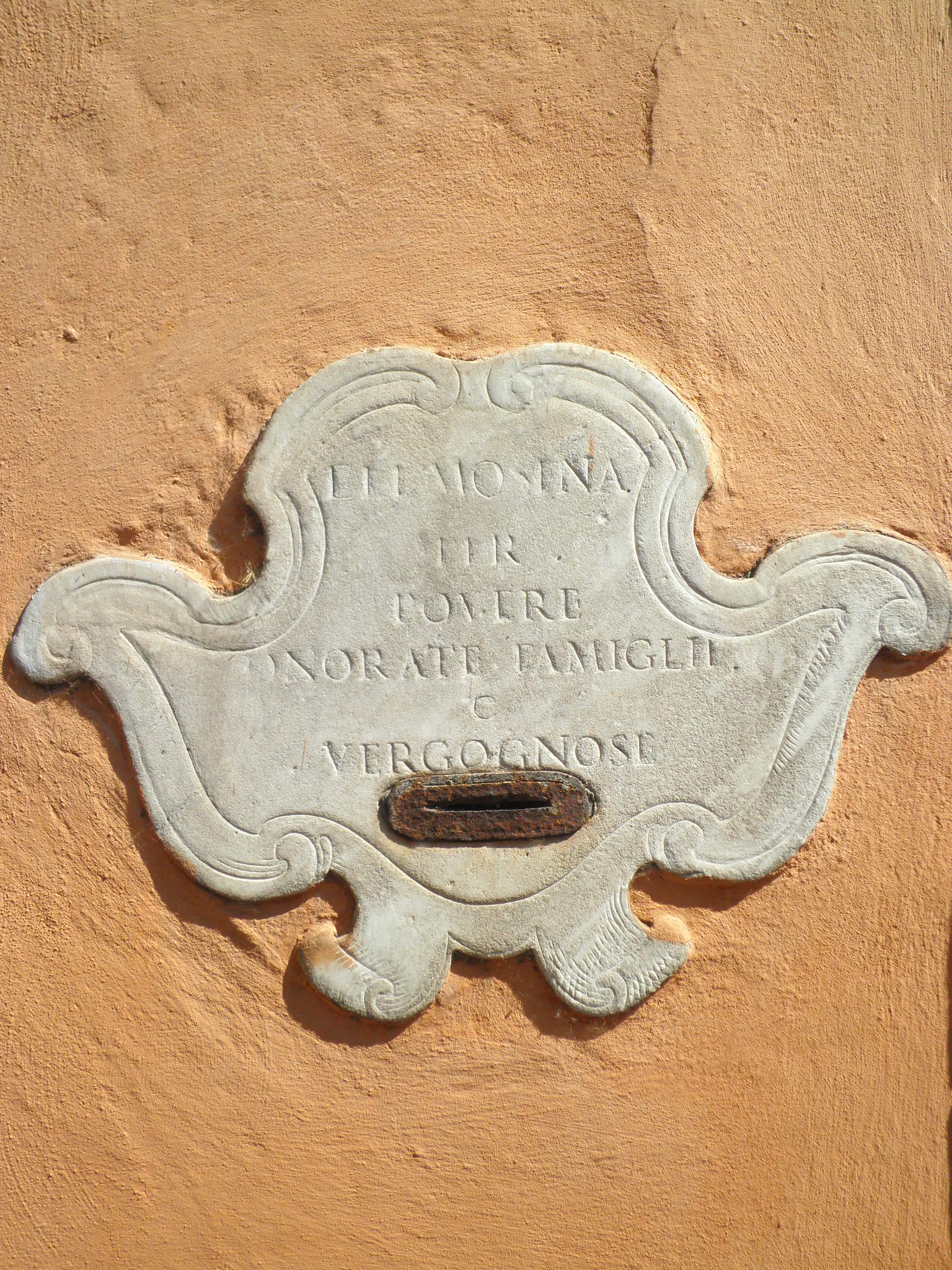
Le elemosiniera pour les pauvres familles honteuses honorées